# ۳۴۲ (قمری)
۳۴۲ (قمری)، سیصد و چهل و دومین سال در گاهشماری هجری قمری است. اول محرم این سال برابر با بیست و سوم مه سال ۹۵۳ میلادی است.